# HD 102843
HD 102843 — одиночная звезда в созвездии Девы на расстоянии приблизительно 205 световых лет (около 62,9 парсек) от Солнца. Визуальная звёздная величина звезды — +9,244m. Возраст звезды определён около 6,857 млрд лет.
Вокруг звезды обращается, как минимум, одна планета.

## Характеристики
HD 102843 — жёлто-оранжевый карлик спектрального класса G8, или K0V, или K0. Масса — около 0,904 солнечной, радиус — около 0,949 солнечного, светимость — около 0,711 солнечной. Эффективная температура — около 5376 K.

## Планетная система
В 2019 году было объявлено об открытии планеты HD 102843 b.
В 2019 году учёными, анализирующими данные проектов Hipparcos и Gaia, у звезды обнаружена планета HIP 57735 c.